# Antran
Antran is een gemeente in het Franse departement Vienne (regio Nouvelle-Aquitaine) en telt 1119 inwoners (2004). De plaats maakt deel uit van het arrondissement Châtellerault.

## Geografie
De oppervlakte van Antran bedraagt 23,9 km², de bevolkingsdichtheid is 46,8 inwoners per km².

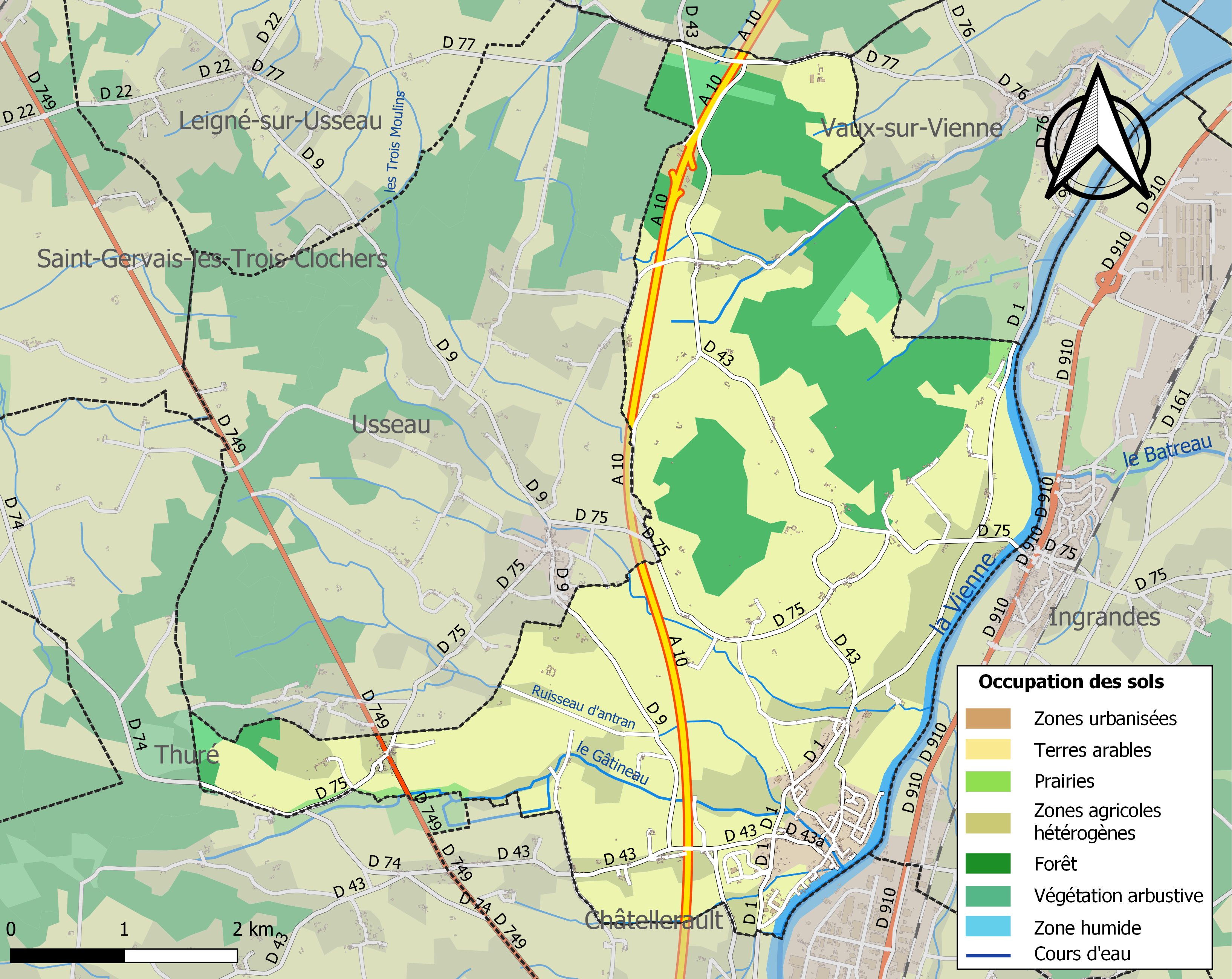
Kaart van de gemeente met de belangrijkste infrastructuur, bodemgebruik en omliggende gemeenten

## Demografie
Onderstaande figuur toont het verloop van het inwonertal (bron: INSEE-tellingen).